# Scopula rufilinearia
Scopula rufilinearia là một loài bướm đêm trong họ Geometridae.